# 土林誠
土林 誠（つちばやし まこと、1971年6月30日 - ）は、日本のキャラクターデザイナー。元カプコン第4開発所属のデザイナー。現在はフリー。大阪府出身。男性。

## 人物
絵を描く事が大好きで小学生のころに『ウルトラマン』、『機動戦士ガンダム』、『北斗の拳』、『キャプテン翼』などの模写をしていた。中学生の時に美術系の高校を目指したが断念。普通科の高校を卒業後、数年後に3D系の専門学校に1年間通い、25歳でカプコンに入社する。
入社時点では3Dモデラーとして『ロックマン』シリーズに携わる。研修の時に描いたゾンビやモンスターのイラストがディレクターの三上真司の目に留まり、スカウトされ第4開発(バイオチーム)に入る。
その後『Devil May Cry』のキャラクターデザインを担当。現在はPhotoshopメインでイラストを描いているが、この時はPainterを使用していた。
29歳にカプコンを退社し、フリーのキャラクターデザイナーとして独立。後にセガから発売された『Shinobi』、『Kunoichi』のキャラクターデザインを務めた同時期にゲームプロデューサーの小林裕幸から依頼を受け『戦国BASARA』シリーズのキャラクターデザインを担当、メジャーデビューを果たす。

## 作風
自分はイラストレーターではなくキャラクターデザイナーであるという強い意識から、一体のキャラクターを制作する際、シルエット、細部まで描かれたもの、顔ばかりのものなど全てを入れて7冊以上のクロッキーをする。重視しているのは、動きやポーズといったあくまでもゲームキャラクターが動くことを意識した線画を描く。近年の作品では、あまり塗りこまずアクションゲームを意識した空間に居るキャラクターといった他にタイプのない技法を確立している。
独特なタッチが特徴で、力強くかつ繊細な絵を描き、その作品に合うタッチを心がけている。
線の切り立ったスタイリッシュなデザインは男性・女性のファンからも高い支持を得ている。

## 来歴
1995年
- 株式会社カプコン入社。
- カプコン『ロックマン』シリーズの3Dモデラーとして参加。

1996年
- カプコン『バイオハザード』でクリーチャーデザインを担当。

1999年
- カプコンを退社。フリーになる。

2001年
- カプコン『Devil May Cry』でキャラクターデザインを担当。

2002年
- セガ『Shinobi』のキャラクターデザインを担当。

2003年
- セガ『Kunoichi』のキャラクターデザインを担当。

2005年
- カプコン『戦国BASARA』のキャラクターデザインを担当。
- カプコンから『戦国BASARAオフィシャルコンプリートワークス』が発売され、デビューを果たす。

2006年
- カプコン『戦国BASARA2』のキャラクターデザインを担当。
- カプコンから『戦国BASARA2オフィシャルコンプリートワークス』が発売される。

2007年
- カプコンから『土林誠デザインワークス』が発売される。

2008年
- カプコン『戦国BASARA2英雄外伝』のパブを制作。

2009年
- カプコン『戦国BASARA3』のキャラクターデザインを担当。

2010年
- Fancy Frontier 開拓動漫祭にて同人誌『Tsuchibayashi Charactors VolⅠ−One mythical world-』を発売。
- 同人誌『Tsuchibayashi Charactors Vo2Ⅰ−新撰組-』を発売。
- セガ プラチナゲームズ開発『VANQUISH』のキャラクターデザインを担当。
- 東宝映画13人の刺客 タツノコプロ×土林誠『ASSASSINS 13 PROJECT マーチャンキャラクター』のキャラクターデザインを担当。

## 作品
- 1996年 『バイオハザード』（クリーチャーデザイン）
- 2001年 『デビルメイクライ』（キャラクターデザイン、販促用イラスト、3Dモデリング）
- 2002年 『Shinobi』（キャラクターデザイン、販促用イラスト）
- 2003年 『Kunoichi』（キャラクターデザイン、販促用イラスト）
- 2005年 『戦国BASARA』（キャラクターデザイン、販促用イラスト）
- 2006年 『戦国BASARA2』（キャラクターデザイン、販促用イラスト）
- 2008年 『戦国BASARA2英雄外伝』（キャラクターデザイン、販促用イラスト）
- 2010年 『戦国BASARA3』（キャラクターデザイン）
- 2010年 『VANQUISH』（キャラクターデザイン）
- 2010年 『東宝映画13人の刺客 ASSASSINS13PROJECT』（マーチャンキャラクターデザイン）
- 2012年 『ブレイブリーデフォルト』
- 2014年 『ロストディメンション』
- 2016年 『クラシカロイド』（キャラクター原案）、『破滅軍師の賭博戦記 幼き女王は賽を投げる』（表紙イラスト）